# 陈官营站 (地铁)
陈官营站是一个位于中华人民共和国甘肃省兰州市西固区陈坪街道西固东路与环形东路交叉口南侧地下，国铁陈官营站东北侧，属于兰州轨道交通1号线的地铁车站，是目前1号线西端终点站，亦是兰州轨道交通系统中目前最西端的车站，于2019年6月23日开通。

## 车站结构
陈官营站大致呈东西向设置，为地下一层地上二层双柱三跨岛式站台车站，车站长231米，地下部分站台层标准段宽21.9米，车站地下一层为站台层，地面为站厅层，地上二层为设备层。车站西侧设置两条出入段线接入陈官营停车场。
| 地上二层          | 设备层       |                                                                                             |
| 地面              | 站厅及出入口 | A-C出入口、客服中心、自动售票机、验票机                                                     |
| 地下一层          | 站台层       | \| \| \| █ 1号线落客 \| \| 島式 · 開左邊车门 \| \| \| \| \| \| █ 1号线往东岗（奥体中心） \| |
|                   |              | █ 1号线落客                                                                                 |
| 島式 · 開左邊车门 |              |                                                                                             |
|                   |              | █ 1号线往东岗（奥体中心）                                                                   |

## 车站出口
陈官营站共设3个出口，各出口及周围设施如下所示：
| 编号                | 建议前往的目的地 | 照片 | 无障碍设施 |
| ------------------- | ---------------- | ---- | ---------- |
| A · 出口 · （设有） | 西固东路南侧     |      |            |
| B · 出口 · （设有） | 西固东路南侧     |      |            |
| C · 出口            | 西固东路南侧     |      | 不適用     |
| 图例： 设有         |                  |      |            |

## 接驳交通

### 国铁
- 国铁兰新铁路陈官营站，该站目前仅有一对普通旅客列车停靠。

### 公交车
- 陈官营：19路、28路、51路、57路、77路、80路、801路、6001路、K102路、Q77路

## 车站历史
- 2015年10月13日，车站正式开工[2]。
- 2017年10月19日，车站主体结构封顶[3]。
- 2019年6月23日，车站随1号线一期工程通车开通[1]。